# Sap'o-kuyŏk
 (octobre 2023).
Si vous disposez d'ouvrages ou d'articles de référence ou si vous connaissez des sites web de qualité traitant du thème abordé ici, merci de compléter l'article en donnant les références utiles à sa vérifiabilité et en les liant à la section « Notes et références ».
L'arrondissement (ou canton) de Sap'o (사포구역 ; 沙浦區域) est l'un des arrondissements (ou cantons) qui constituent la ville de Hamhŭng en Corée du Nord.

## Divisions administratives
L'arrondissement (ou canton) de Sap'o est composé de vingt-six quartiers (tong) et d'une commune (ri).

### Quartiers
- Ch'oun (초운동 ; 草雲洞)
- Hojŏn (호전동 ; 湖田洞)
- Huinsil (흰실동 ; 흰실洞), anciennement Ryonghŭng (룡흥동 ; 龍興洞)
- Hŭngbuk (흥북동 ; 興北洞)
- Hŭngdŏk-1 (흥덕1동 ; 興德1洞)
- Hŭngdŏk-2 (흥덕2동 ; 興德2洞)
- Hŭngdŏk-3 (흥덕3동 ; 興德3洞)
- Hŭngdŏk-4 (흥덕4동 ; 興德4洞)
- Hŭngsŏ (흥서동 ; 興西洞)
- Pins (소나무동 ; 소나무洞), anciennement Kungsŏ (궁서동 ; 宮西洞)
- Ryongsin (룡신동 ; 龍新洞)
- Ryongyŏn (룡연동 ; 龍淵洞)
- Ryŏnmok (련못동 ; 련못洞), anciennement Pongung-2 (본궁2동 ; 本宮2洞)
- Saekŏri-1 (새거리1동 ; 새거리1洞)
- Saekŏri-2 (새거리2동 ; 새거리2洞)
- Saekŏri-3 (새거리3동 ; 새거리3洞)
- Saemmul (샘물동 ; 샘물洞), anciennement Pongung-3 (본궁3동 ; 옛本宮3洞)
- Sangsu (상수동 ; 上水洞)
- Sapo-1 (사포1동 ; 沙浦1洞)
- Sapo-2 (사포2동 ; 沙浦2洞)
- Sapo-3 (사포3동 ; 沙浦3洞)
- Subyŏn (수변동 ; 水邊洞)
- Tangbo-1 (당보1동 ; 塘保1洞)
- Tangbo-2 (당보2동 ; 塘保2洞)
- ŭndŏk (은덕동 ; 恩德洞), anciennement Pongung-1 (본궁1동 ; 本宮1洞)
- Yŏnggwang (영광동 ; 榮光洞), anciennement Kungho (궁호동 ; 宮湖洞)

### Village
- Changhŭng (창흥리 ; 昌興里)